# Lucchese bűnözőklán
A Lucchese bűnözőklán egyike annak az "öt családnak", amely az Amerikai maffia néven ismert országos bűnügyi jelenségen belül uralja a szervezett bűnözést New Yorkban, és az Egyesült Államok különböző területein.
A klán az 1920-as évek elején alakult, és Gaetano Reina volt a főnöke egészen 1930-as meggyilkolásáig. 1930-ban, a Castellammarese háború alatt Tommy Gagliano vette át, és 1951-ben bekövetkezett haláláig ő vezette. A Gagliano főnöksége alatt Gagliano bűnözőklán néven ismert szervezet visszafogottan működött, tevékenységük Bronxra, Manhattanre és New Jerseyre összpontosult. A tagok a szervezetet Lucchese borgata néven emlegették, a borgata (vagy brugard) jelentése maffiaszlengben bűnbanda, amely maga is a szicíliai szűk közösséget jelentő szóból származik. Más bűnözőklánok tagjai a Lucchese klán tagjait néha "Lukesnek" nevezték, ami a "Lucchese" rövidítése. A következő főnök Tommy Lucchese volt, aki több mint húsz évig Gagliano alfőnökeként szolgált, és a klánt úgy alakította, hogy a Bizottságban helyet foglaló egyik legerősebb klánná vált. Lucchese összefogott a Gambino bűnözőklán főnökével, Carlo Gambinóval, hogy irányítsák a szervezett bűnözést New Yorkban. Lucchese a New York-i ruházati iparban volt leginkább érdekelt, és számos bűnszervezetet vett ellenőrzése alá a klánja számára. 1967-ben, amikor Lucchese agydaganatban meghalt, rövid ideig Carmine Tramunti irányította a szervezetet; 1973-ban letartóztatták egy jelentős heroinhálózat finanszírozásáért, és öt évvel később meghalt. 1973-ban Anthony Corallo vette át a klán irányítását. Corallo nagyon titokzatos volt, és hamarosan a Bizottság egyik legbefolyásosabb tagjává vált. Azonban letartóztatták és elítélték a híres 1986-os Maffia Bizottsági perben.
A Lucchese bűnözőklánt története nagy részében az ország egyik legbékésebb bűnszervezeteként tartották számon. Ez azonban megváltozott, amikor Corallo kinevezte Victor Amusót utódjának, nem sokkal azelőtt, hogy börtönbe került. Amuso később egyik régi társát, Anthony Cassót előléptette alfőnökké. Az 1986-os Ablakos-üggyel kezdődően a maffiatörténelem egyik legvéresebb uralmát vezették be, és gyakorlatilag mindenkit halálra jelöltek, aki keresztbe tett nekik. Becslések szerint maga Casso harminc vagy negyven embert ölt meg, és több mint száz gyilkosságot rendelt el uralma alatt amiért végül 455 év börtönbüntetésre ítélték. Casso a New York-i rendőrség nyomozói, Stephen Caracappa és Louis Eppolito felett is rendelkezett: mindketten legalább nyolc gyilkosságot hajtottak végre neki. Amusót 1991-ben tartóztatták le, és életfogytiglani börtönbüntetésre ítélték. Több Lucchese tag, az életét féltve, informátornak állt. A legnevesebb közülük az egyik főnök, Alphonse D'Arco volt, aki egy New York-i bűnözőklán első főnöke lett, aki tanúskodott a maffia ellen. Ez a Lucchese klán teljes hierarchiájának letartóztatásához vezetett, és Casso maga is besúgóvá vált. Az informátorok tanúvallomása majdnem tönkretette a klánt, tagjainak akár a felét is bebörtönözték. Amuso azonban a börtönből irányította tovább a szervezetet.

## Története

### Korai története
A Lucchese bűnözőklán korai története a Morello banda tagjaira vezethető vissza, akik Kelet-Harlemben és Bronxban éltek. Gaetano "Tommy" Reina az első világháború idején hagyta el a Morellókat, és saját klánt alapított Kelet-Harlemben és Bronxban. A klán vezetőjeként Reina elkerülte a New York feletti ellenőrzésért folytatott Maffia-Cammora háborút. Ehelyett a New York szerte működő házi jégforgalmazási üzlet ellenőrzésére összpontosított. 1920-as évek elején Reina a szesztilalom korszakának nagyhatalmú főnökévé vált, és szövetkezett Joseph Masseria-val, New York leghatalmasabb olasz-amerikai maffiafőnökével. Masseria hamarosan belekeveredett a Castellammarese háborúba, egy kegyetlen bandaháborúba a rivális szicíliai főnökkel, Salvatore Maranzanóval. Ekkor Masseria részesedést követelt Reina piszkos nyereségéből, ami arra késztette Reinát, hogy fontolóra vegye a Maranzanóhoz való hűségváltást. Amikor Masseria tudomást szerzett Reina lehetséges árulásáról, Reina "hadnagyával", Tommy Gaglianóval összeesküdött, hogy megöli őt. 1930. február 26-án az akkoriban még csak végrehajtó Vito Genovese meggyilkolta Reinát a nagynénje lakása előtt. Reina halálával Masseria megkerülte Gaglianót, aki arra számított, hogy átveszi a Reina-banda irányítását, és beiktatta alárendeltjét, Joseph "Fat Joe" Pinzolót főnöknek. Ezen az áruláson feldühödve Gagliano és Tommy Lucchese titokban átállt Maranzanóhoz. 1930 szeptemberében Lucchese egy manhattani irodaházba csalta Pinzolót, ahol meggyilkolták.

### A két Tommy
Masseria 1931. április 15-i meggyilkolásával Maranzano a bronxi 187. és a Washington Ave. kereszteződésében tartott gyűlést, ahol kikiáltotta magát az amerikai maffia új Capo di tutti capinak azaz Minden főnök főnökének. Maranzano egy béketervet vázolt fel az Egyesült Államok összes szicíliai és olasz maffia vezetőjének. Országszerte huszonnégy bűnözőklán (amelyeket "családoknak" neveztek el) alakult volna, amelyek saját főnökeiket választják meg. Maranzano az összes New York-i olasz-amerikai bandát is átszervezte öt bűnözőklánba, amelyek élére Lucky Luciano, Vincent Mangano, Joseph Profaci, Gagliano és ő maga kerülne. Gagliano kapta a régi Reina szervezetet, Lucchese pedig az alvezére lett.
Luciano és más maffiózók azonban nem voltak hajlandók Maranzano alatt szolgálni. Amikor Maranzano értesült Luciano elégedetlenségéről, felbérelt egy bérgyilkost, hogy ölje meg. 1931 szeptemberében azonban Luciano csapott le először. Több zsidó bérgyilkos, akiket Luciano társa, Meyer Lansky biztosított, meggyilkolta Maranzanót az irodájában. Luciano ekkor vált New York legerősebb maffiózójává.
Luciano megtartotta a Maranzano által létrehozott struktúrát, de eltávolította a főnökök főnöke címet egy vezető testület, a Bizottság javára. A Bizottság feladata volt a klánok ügyeinek szabályozása és a klánok közötti nézeteltérések megoldása. Az első Bizottság tagjai között volt Luciano, Gagliano, Bonanno, Profaci, Mangano, a chicagói alakulat főnöke, Al "Scarface" Capone és a Buffalo bűnözőklán főnöke, Stefano Magaddino, Luciano pedig az elnök. Bár a Bizottság technikailag demokratikus intézmény volt, valójában Luciano és szövetségesei irányították.
Az 1930-as és 1940-es években Gagliano és Lucchese a teherautó- és ruhaipar jövedelmező területeire vezette a klánt. 1936-ban, amikor Lucianót kerítésért börtönbe zárták, egy rivális szövetség vette át a Bizottság irányítását. A Mangano, Bonanno, Stefano Magaddino buffalói maffiafőnök és Profaci alkotta szövetség arra használta fel hatalmát, hogy irányítsa a szervezett bűnözést Amerikában. Gagliano, tisztában lévén sebezhetőségével, óvatosan kerülte, hogy szembeszálljon ezzel az új szövetséggel. Gagliano csendes ember volt, aki kerülte a médiát és távol tartotta magát az utcáktól. Inkább a Lucchese és néhány más közeli szövetségesén keresztül adta át utasításait a klánnak. Ezzel szemben Lucchese volt a bűnözőklán nyilvános arca, aki végrehajtotta Gagliano utasításait. Lucchese 1946-ban Gagliano nevében részt vett a Cosa Nostra Havannai Konferenciáján Kubában. Gagliano olyannyira visszafogottan viselkedett, hogy 1932-től visszavonulásáig, illetve 1951 és 1953 közötti haláláig gyakorlatilag semmit sem tudunk a tevékenységéről. 1951 és 1953 között visszavonult vagy meghalt.

### A Lucchese korszak
Gagliano visszavonulása vagy halála után Lucchese lett a főnök, és Vincenzo Raót nevezte ki tanácsadónak, Stefano LaSalle-t pedig alvezérének. Lucchese folytatta Gagliano politikáját, így az immár Lucchese bűnözőklán az egyik legjövedelmezőbbé vált New Yorkban. Lucchese irányítást szerzett a Teamsters szakszervezet helyi szervezetei, a munkásszövetkezetek és a kereskedelmi szövetségek, valamint az új Idlewild repülőtéren működő korrupt zsaruk felett. Lucchese kiterjesztette a klánnak segítséget nyújtó zsarukat a manhattani ruházati negyedben és a New York környéki teherautó-iparban is. Lucchese szoros kapcsolatokat épített ki számos befolyásos New York-i politikussal, köztük William O'Dwyer és Vincent Impellitteri polgármesterekkel és az igazságszolgáltatás tagjaival, akik számos alkalommal segítették a klánt. Lucchese a kormányzása alatt végig visszafogottan viselkedett, és gondoskodott arról, hogy az embereiről jól gondoskodjanak.
Amikor Lucchese lett a főnök, segített Vito Genovese-nek és Carlo Gambinónak a klánjuk feletti irányítás átvételéért folytatott harcukban. Ők hárman a maffiabizottság átvételét tervelték ki Frank Costello és Albert Anastasia klánfőnökök meggyilkolásával. 1957. május 2-án Costello túlélt egy merényletet, és azonnal úgy döntött, hogy Genovese javára visszavonul a főnöki posztról. Ezután 1957. október 25-én a Gallo testvérek (a Colombo bűnözőklánból) meggyilkolták Anastasiát, így Gambino lett a főnök. Lucchese és Gambino összeesküvésbe kezdtek, hogy eltávolítsák korábbi szövetségesüket, Genovese-t. A maffia vezetőinek 1957-es katasztrofális apalachini találkozója után New York állam északi részén Genovese nagymértékben elvesztette a tiszteletét a Bizottságban. 1959-ben Luciano, Costello és Meyer Lansky segítségével Genovese-t letartóztatták.
Gambino és Lucchese átvette a Maffia Bizottság teljes irányítását. 1960-ban támogatták a Gallo testvéreket a Profaci klán főnöke, Joe Profaci elleni lázadásukban. Gambino és Lucchese a háborúban látta a lehetőséget, hogy átvegye a zavart Profacitól a zsákmányszerzés lehetőségét. Miután leleplezték Joseph Bonanno merényletre irányuló összeesküvését, Lucchese és Gambino a Bizottságot arra használta fel, hogy megfossza Bonannót főnöki szerepétől. Ez a hatalmi játszma háborút indított el a Bonanno klánon belül, és mind a Lucchese, mind a Gambino bűnözőklán megerősítését szolgálta.
1962-ben Gambino legidősebb fia, Thomas feleségül vette Lucchese lányát, Frances-t, megerősítve ezzel a Gambino-Lucchese szövetséget. 1967. július 13-án agydaganatban bekövetkezett haláláig Lucchese csendes, stabil életet élt. Halála idején 44 éve egy napot sem töltött börtönben. 44 év alatt Lucchese nagyon befolyásos pozíciót hagyott a szervezetére New Yorkban. A Lucchese bűnözőklánnak erőssége volt Kelet-Harlemben, Bronxban, és körülbelül 200 csinált tagból állt. Lucchese a régóta fennálló helyi vezért Anthony Corallót szánta utódjának. Mivel azonban akkoriban börtönben volt, egy másik régi helyi vezért, Carmine Tramuntit nevezte ki megbízott főnöknek Corallo szabadulásáig.

### Tramunti és a French Connection
Az ideiglenes főnöki kinevezése idején Carmine "Mr. Gribbs" Tramunti beteg volt. Mivel Anthony "Tony Ducks" Corallo börtönben volt, Tramunti várhatóan Corallo szabadulásáig megtartotta a hatalmat. Tramunti számos büntetőjogi váddal nézett szembe a megbízott főnökként töltött ideje alatt, és végül elítélték egy nagyszabású heroincsempész-akció, a hírhedt French Connection finanszírozásáért. Ez a rendszer volt felelős több millió dollárnyi heroin terjesztéséért a keleti part mentén a hetvenes évek elején.
A French Connection tárgyalása előtt a lefoglalt heroint a New York-i rendőrség tulajdon/bizonyítékraktárában tárolták a tárgyalásig. A bűnözők egy arcátlan terv keretében több száz kilogramm heroint loptak el a helyiségből 70 millió dollár értékben, és lisztes zsákokkal helyettesítették. A rendőrök akkor fedezték fel a lopást, amikor észrevették, hogy a rovarok eszik az úgynevezett "heroint". A rendszer terjedelme és mélysége egyelőre ismeretlen, de a tisztviselők gyanúja szerint a tolvajoknak korrupt New York-i rendőrök nyújtottak segítséget. Egyes összeesküvők börtönbüntetést kaptak, köztük Vincent Papa (később a Georgia állambeli Atlanta szövetségi börtönében meggyilkolták), Virgil Alessi és Anthony Loria. 1974-ben, Tramunti bebörtönzése után Corallo végül átvette a klán irányítását.

### Corallo és a Jaguár

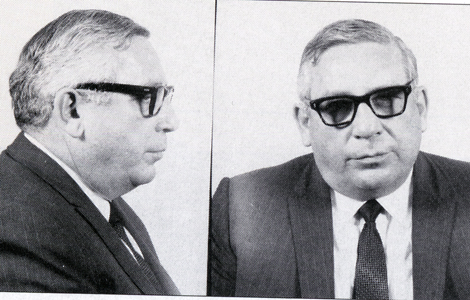
Anthony Corallo FBI körözési fotója

Tramunti 1974-es bebörtönzése után végül Anthony Corallo vette át a Lucchese bűnözőklán irányítását. Corallo a szervezet Queens csoportjából származott. A "Tony Ducks" néven ismert Corallo, aki könnyedén kibújt a büntetőítéletek alól, egy olyan főnök volt, aki pontosan a Lucchese formáját követte. Corallo nagymértékben részt vett a munkaügyi zsarolásban, és az 1940-es és 1950-es években szorosan együttműködött Jimmy Hoffával, a Teamsters elnökével. Corallo szoros kapcsolatokat ápolt a Festők és Díszítők Szakszervezetével, a Vezetékmunkások Szakszervezetével és az Egyesült Textilipari Dolgozók Szakszervezetével is. Corrallo kinevezte Salvatore "Tom Mix" Santorót a New York-i munkaügyi és építőipari zsarolási műveletek alfőnökévé és felügyelőjévé, Christopher "Christie Tick" Furnarit pedig a hírhedt tanácsadónak. A klán Corallo vezetése alatt virágzott, különösen a kábítószer-kereskedelem, a munkaügyi zsarolás és a nagyszabású illegális szerencsejátékok terén.
Corallo soha nem beszélt üzleti ügyekről a telefonbeszélgetések során, mivel attól tartott, hogy az FBI lehallgatja a beszélgetéseket. Ehelyett a testőre és sofőrjei által birtokolt Jaguarban lévő autós telefont használta. Corallót körbe-körbe vitték New Yorkban, miközben telefonon beszélt az üzleti ügyekről. Salvatore "Sal" Avellino és Aniello "Neil" Migliore váltották egymást Corallo sofőrjeiként az 1970-es és 1980-as években.
Corallo, aki nagy rajongója volt a klán New Jersey-i csoportjának, állítólag Anthony "Tumac" Accetturot és Michael "Mad Dog" Taccettát beiktatta és előléptette a szervezetbe, és a Jersey Crew élére helyezte őket, amely állítólag akkoriban a legtöbb uzsorakamatot és illegális szerencsejátékot irányította Newarkban, New Jersey-ben.
Az 1980-as évek elején az FBI-nak végül sikerült poloskát elhelyeznie a Jaguarban. Az FBI rögzítette, amint Corallo hosszasan beszélt maffiaügyekről, többek között illegális szerencsejátékról, munkaügyi zsarolásról, kábítószer-kereskedelemről és gyilkosságról. Corallót letartóztatták és bíróság elé állították az öt család akkori vezetőivel együtt. Ez a per a Maffia Bizottsági per néven vált ismertté.
1985. december 16-án a Gambino bűnözőklán főnökét, Paul Castellanót a Bizottság jóváhagyása nélkül meggyilkolták. A Genovese és a Lucchese klán összefogott és kitervelte John Gotti meggyilkolását. A szövetség meggyilkoltatta a Gambino alvezért, Frank DeCiccót, de sikertelenül próbálkozott Gotti megölésével.
Corallo, Santoro és Furnari ellen 1986-ban vádat emeltek a Maffia Bizottság pere során. A per előrehaladtával Corallo rájött, hogy az egész Lucchese-hierarchia megtizedelés előtt áll. Nemcsak az volt szinte biztos, hogy őt, Santorót és Furnarit el fogják ítélni, hanem az is, hogy olyan büntetés vár rájuk, amely koruknál fogva szinte biztosra vette, hogy a börtönben fognak meghalni. 1986 őszén Corallo Anthony "Buddy" Luongót választotta megbízott főnöknek. Luongo azonban 1986-ban eltűnt. Corallo végső választása Vittorio "Vic" Amuso, Furnari régi bandájának helyi vezére volt. Állítólag Amuso és Furnari másik régi pártfogoltja, Anthony "Gaspipe " Casso is jelölt volt a posztra. A bizonyítékok arra utalnak, hogy Corallo Cassót akarta, de Casso meggyőzte őt, hogy inkább Amusót válassza. Amuso hivatalosan 1987 januárjában lett a főnök, amikor Corallót, Santorót és Furnarit száz év börtönbüntetésre ítélték. Amuso 1989-ben Cassót tette meg alfőnökévé, ami lehetővé tette számára, hogy nagy befolyást gyakoroljon a klán döntéseire. Corallo és Santoro 2000-ben halt meg a börtönben, Furnari pedig 2014-ben szabadult.

### Amuso és Casso vasökle
Az 1980-as évek végén a Lucchese klán nagy zűrzavaros időszakon ment keresztül. Vittorio "Vic" Amuso és ádáz alvezére, Anthony "Gaspipe" Casso, a klán brooklyni szárnyának első, a klán élére került tagjai az amerikai maffia történetének egyik legerőszakosabb uralmát vezették be. Mindkét férfi nagymértékben részt vett a munkaügyi zsarolásban, a zsarolásban, a kábítószer-kereskedelemben, és számos gyilkosságot követtek el. Amuso és Casso erős riválisai voltak a Gambino bűnözőklán főnökének, John Gottinak, és erős szövetségesei a Genovese bűnözőklán főnökének, Vincent "Chin" Giganténak. Hírnevüket korábban, 1986-ban szerezték. A Gambino-főnök, Paul Castellano meggyilkolása miatt feldühödve Corallo és Gigante összeesküdtek Gotti meggyilkolására. Corallo adta a megbízást Amusónak és Cassónak. 1986. április 13-án egy autós robbantás megölte a Gambino alfőnökét, Frank DeCiccót, de Gotti nem volt az autóban a robbanáskor, így életben maradt. Ez a merényletkísérlet hosszú és zavaros "feszültséget" váltott ki e három bűnözőklán között, amelynek során minden oldalról számos halálesetről számoltak be.

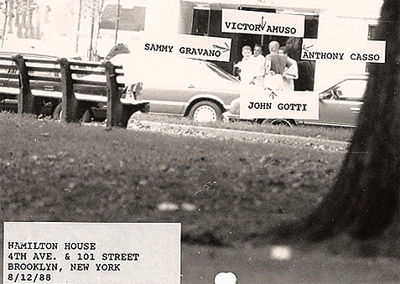
Amuso, Casso, Gotti és Gravano FBI megfigyelési fotója.

Az 1980-as évek végén Amuso a Jersey Crew által termelt nyereség 50%-át követelte. A New Jersey vezetői, Anthony Accetturo és Michael Taccetta elutasították Amuso követelését. Megtorlásképpen Amuso és Casso elrendelte az egész Jersey Crew megölését – a ma már híres "whack Jersey" parancsot. Egy brooklyni találkozóra hívta őket, de mivel féltették az életüket, a Jersey Crew összes tagja kihagyta a találkozót, és bujkálni kezdett.
Taccetta és Accetturo később, 1990-ben bíróság elé került, mivel Amusót és Cassót is belekeverték egy olyan ügybe, amelyben több ezer ablakot szereltek be New Yorkban túlárazott áron, és a páros még abban az évben bujkált, és Alphonse "Little Al" D'Arco-t nevezték meg megbízott főnökként. A következő néhány évben Amuso és Casso távolról irányította a klánt, és elrendelte mindenki kivégzését, akit problémásnak talált, akár riválisnak, akár potenciális informátornak tartott. Mindez meggyőzött sok Lucchese tagot arról, hogy Amuso és Casso már nem cselekszik vagy gondolkodik racionálisan.

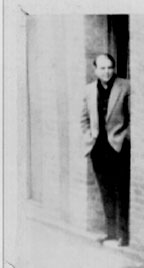
Alphonse D'Arco 1970-es megfigyelési fotója.

Ami ezután következett, az egy sor elrontott támadás volt a besúgóként gyanúsított klántagok ellen. Ironikus módon ezek a kísérletek több klántagot is arra késztettek, hogy valóban besúgóvá váljanak. Amuso elrendelte Peter "Fat Pete" Chiodo helyi vezér meggyilkolását, aki Cassóval együtt az Ablakos-ügy műveletet irányította. Tizenkétszer lőtték meg, de így is életben maradt. Miután Amuso elrendelte Chiodo feleségének és húgának megölését, megsértve ezzel a nők bántalmazását tiltó, régóta fennálló Omertà szabályokat, Chiodo a hatóság informátorává vált, és kiteregette az egész ablakügyletet, amely végül 150 millió dollár értékű, New Yorkban értékesített ablakcserét felügyelt. Mivel Amuso az 1990-ben bíróság elé állított Anthony Accetturo elleni merényletet is szentesített, ő is együttműködött a hatóságokkal.
A tervezett kivégzések egészen D'Arco megbízott főnökig értek. A Chiodo elleni sikertelen merénylet miatt feldühödött Amuso felültette D'Arcót, hogy egy manhattani szállodában megöljék. Azonban ez a merénylet is meghiúsult, miután D'Arco látta, hogy egy férfi pisztolyt rejt az ingébe, majd becsúsztatja a fürdőszobába. D'Arco felismerte, hogy ez egy klasszikus gyilkossági csapda, ezért elmenekült, és feladta magát a hatóságoknak, hogy megkímélje magát és a klánját Amusótól és Cassótól és azok egyre kiszámíthatatlanabb követeléseitől. Ő volt az első New York-i bűnözőklán főnöke, legyen az megbízott vagy más, aki besúgóvá vált.
Casso állítólag összeesküdött a hírhedt tanácsadó Frank Lastorinóval és a brooklyni csoport vezetőivel, George Zappolával, George Contéval, Frank "Bones" Papagnival és Ifj. Frank Gioiával, hogy meggyilkolják Steven "Wonderboy" Creát, Amuso megbízott bronxi alfőnökét, valamint a Gambino bűnözőklán megbízott főnökét, John "Junior" Gottit, a bebörtönzött John Gotti fiát, a Genovese bűnözőklán tagjaival együtt. A tömeges vádemelések miatt azonban egyik merényletet sem követték el.
A bűnüldöző szervek végül utolérték a két szökevényt. Az FBI 1991. július 29-én a pennsylvaniai Scrantonban fogta el Amusót, 1993. január 19-én pedig a New Jersey állambeli Mount Olive-ban Cassót. Amuso állhatatosan visszautasította a kormány minden ajánlatát, hogy alkut kössön és kormánytanú legyen. 1992-ben minden vádpontban elítélték, és életfogytiglani börtönbüntetésre ítélték. Mivel úgy vélte, hogy Casso fülest adott az FBI-nak a klán átvételének reményében, Amuso eltávolította Cassót alvezérként, és kitaszítottnak nyilvánította. Azzal a kilátással szembesülve, hogy élete hátralévő részét börtönben tölti, Casso 1994. március 1-jén beleegyezett egy alkuba, és a bűnüldöző szervek előtt felfedte a klán titkait.
Az egyik legnagyobb titok az volt, hogy a New York-i rendőrség két nyomozója, Louis Eppolito és Stephen Caracappa szerepeltek Casso kifizetési listáján. Eppolito és Caracappa éveken át bizalmas rendőrségi információkkal látta el Cassót, aki még a gyilkossági ügyekben is felhasználta őket. Casso elmesélte, hogy Eppolito és Caracappa 1986 karácsonyán meggyilkoltak egy ártatlan brooklyni férfit, akinek ugyanaz volt a neve, mint egy feltételezett informátornak. Casso elmondta a hatóságoknak, hogy 1992-ben a Lucchese bérgyilkosai megpróbálták megölni egy másik feltételezett informátor nővérét, megsértve ezzel a maffia állítólagos "szabályát", amely tiltja a klántagok és családtagjaik elleni erőszakot. 1998-ban azonban Cassót kidobták a tanúvédelmi programból, miután az ügyészek 1997-ben számos kihágást állítottak, többek között őrök megvesztegetését, más rabok bántalmazását és "hamis állításokat" tett Gravanóról és D'Arcóról. Casso ügyvédje 1998 júliusában megpróbálta elérni, hogy Frederic Block bíró felülbírálja a szövetségi ügyészeket, de Block ezt elutasította. Röviddel ezután Block bíró 455 év börtönbüntetésre ítélte Cassót feltételes szabadlábra helyezés lehetősége nélkül – a büntetési irányelvek által megengedett maximális büntetésre. 2020. december 15-én Anthony Casso informátor a börtönben meghalt az egészségügyi problémáival és a COVID-19-cel kapcsolatos komplikációkban.

### Megbízott főnökök
Amikor Amuso börtönbe került, Joseph "Little Joe" DeFede-t választotta megbízott főnökének. Az 1990-es évek közepén Amuso továbbra is a börtönből irányította a klánt. DeFede, aki a nagyhatalmú Garment District-i rablást felügyelte, állítólag havonta több mint 40 000-60 000 dollárt keresett. DeFede megbízta Steven Creát a klán munkaügyi és építőipari zsarolási műveleteinek irányításával. Crea évente 300 000 és 500 000 dollár között növelte a Lucchese klán e zsarolásokból származó bevételeit. Mivel azonban az amerikai bűnüldöző szervek folyamatosan nyomást gyakoroltak a New York-i szervezett bűnözés tevékenységére, DeFede-et 1998-ban letartóztatták és kilencrendbeli zsarolás miatt vádat emeltek ellene. DeFede bűnösnek vallotta magát a vádakban, és öt év börtönbüntetésre ítélték. DeFede bűnösségének beismerésén feldühödve Amuso Creát léptette elő új megbízott főnökké.
Steven "Wonderboy" Crea sikere a munkaügyi és építőipari üzletekben meggyőzte Amusót arról, hogy DeFede korábban lefölözte ezeket a nyereségeket. 1999 végén Amuso szerződést kötött DeFede életére. 2000. szeptember 6-án Creát és hét másik Lucchese-tagot letartóztattak és bebörtönöztek zsarolás vádjával, főleg az építkezések felügyelete miatt, a különböző helyi vezérekkel, Dominic Truscellóval és Joseph Tangorrával.
Crea bebörtönzése után a tanácsadó Louis "Lou Bagels" Daidone vette át a klán irányítását. Daidone hivatali ideje azonban rövid ideig tartott. Miután kiszabadult a börtönből, az ijedt DeFede a besúgó lett, és segített a kormánynak elítélni Daidone-t gyilkosságért és összeesküvésért. Daidone elítélését Alphonse D'Arco 2004 szeptemberében tett vallomása is segítette.

### A Maffiazsaruk
1994-ben Casso felfedte, hogy két elismert New York-i rendőrnyomozó az 1980-as években és az 1990-es évek elején, nyugdíjba vonulásuk előtt bérgyilkosként és informátorként dolgozott Cassónak. Ők Louis Eppolito és Stephen Caracappa voltak, akik a New York-i rendőrségnél eltöltött 44 évük nagy részét gyilkosságok elkövetésével és bizalmas információk kiszivárogtatásával töltötték a Lucchese klánnak. Eppolito és Caracappa 1986 és 1990 között nyolc gyilkosságban vett részt, és 375 000 dollárt kapott Cassótól kenőpénzek és gyilkossági "szerződések" fejében. Casso arra használta Caracappát és Eppolitót, hogy nyomást gyakoroljon a Gambino bűnözői klánra, több tagjuk meggyilkolásával. Casso ugyanis a bebörtönzött Amusóval és a Genovese bűnözőklán főnökével, Vincent Gigantéval együtt riválisukat, John Gottit akarta félreállítani az útból. Caracappát és Eppolitót tekintik ma a három klán közötti "feszültség" fő forrásának az 1980-as évek végén és az 1990-es évek elején.
Az egyik szerződés keretében Eppolito és Caracappa elrabolták James Hydell maffiózót, a csomagtartójukba kényszerítették, és átadták Cassónak, hogy embereivel megkínozzák és megöljék. Hydell holttestét végül soha nem találták meg. A két nyomozó lelőtte Bruno Facciolót is, akit Brooklynban találtak meg egy autó csomagtartójában, egy kanárival a szájában. Miután a nyomozók egy rutinszerű közúti ellenőrzésre megállították Edward "Eddie" Linót, a Gambino bűnözőklán helyi vezérét, a nyomozók a gyorsforgalmi úton meggyilkolták a saját Mercedes-Benzében. 2006 áprilisában Eppolitót és Caracappát elítélték Hydell, Nicholas Guido, John "Otto" Heidel, John Doe, Anthony DiLapi, Facciolo, Lino és Bartholomew Boriello meggyilkolásáért Casso és a Lucchese klán parancsára. Életfogytiglani börtönbüntetésre ítélték őket.

### A Döntéshozatal
A megbízott főnök, Louis Daidone 2003-as letartóztatásával a bebörtönzött főnök, Vic Amuso egy háromtagú uralkodó testületet állított a klán élére, amely Aniello Migliore, Joseph DiNapoli és Matthew Madonna helyi vezérekből állt, akik visszahozták a klán hatalmát Bronxba. 2004 februárjában egy New York Post cikk azt állította, hogy, a Lucchese klán körülbelül 9 helyi vezérből és 82 katonából állt. 2009 márciusában a New York Post cikke azonban már azt állította, hogy a Lucchese klán körülbelül 100 "csinált" tagból állt.
2007. december 18-án a testület két tagját, Joseph DiNapolit és Matthew Madonnát letartóztatták a New Jersey-i csoport helyi vezérével, Ralph V. Pernával, Ifj. Nicodemo Scarfo katonával és másokkal együtt. A letartóztatásokra azt követően került sor, hogy a New Jersey-i bűnüldöző szervek az Operation Heat nyomozás során feltárták, hogy a New Jersey-i csoport egy 2,2 milliárd dolláros illegális szerencsejáték, pénzmosás és zsarolási hálózatot irányított New Jersey-ben és Costa Ricában.
2009. október 1-jén a Lucchese klánt két különálló vádirat érte, amelyekben 49 tagot és társukat vádolták megvesztegetéssel és zsarolással. Az első vádirat alapján a Lucchese klán 29 tagját és társát tartóztatták le. Az ügyészek Joseph DiNapolit, Matthew Madonnát és a megbízott helyi vezér Anthony Croce-t azzal vádolták, hogy olyan műveleteket vezettek, amelyek közel 400 millió dolláros bevételt hoztak illegális szerencsejátékból, uzsorakölcsönökből, fegyverkereskedelemből, megvesztegetésből és zsarolásból. A második, "Operation Open House" elnevezésű nyomozásból származó vádiratban 12 további Lucchese maffiózót vádoltak megvesztegetéssel. A vádirat Andrew Disimone megbízott helyi vezér és más maffiózók ellen a New York-i rendőrség (NYPD) nyomozójának és őrmesterének megvesztegetésével vádolta meg őket, akik csaló zsaruknak adták ki magukat, hogy megvédjék az illegális pókerszalonokat.
2009. november 18-án a klán tagjai ellen vádat emeltek az "Operation Night Gallery" keretében Anthony Croce helyi vezér, Joseph Datello katona és testvére, Frank Datello ellen, akiket a Staten Islanden található "Night Gallery" bárban elkövetett uzsorakölcsönökkel és bukmékerkedéssel vádoltak.

### Madonna és Crea
Miután 2009-ben feloszlatták az irányító testületet, Matthew Madonna vette át a megbízott főnöki posztot, és Joseph DiNapoli lett az új tanácsadó. 2009 végén lejárt a hosszú ideje alfőnök Steven Crea feltételes szabadlábra helyezésének korlátozása, és újra csatlakozhatott a klán vezetéséhez.
2013. január 16-án az FBI letartóztatta a Genovese, Lucchese és Gambino bűnözőklán 29 tagját és társát a New York-i Westchester megyében, Rockland és Nassau megyében, valamint a New Jersey-i Bergen és Passaic megyében működő kartellcégekben való részvételükkel kapcsolatos zsarolás vádjával. A Genovese, Lucchese és Gambino bűnözőklánok tagjai és társai úgy ellenőrizték a hulladékszállító vállalkozásokat, hogy megszabták, mely cégek szedhetik fel a szemetet bizonyos helyeken, és védelmi pénzeket zsaroltak ki, amelyekkel megakadályozták a más maffiózók általi további zsarolását.
2013 júniusában a New York-i FBI-iroda harminchat ügynökre csökkentette az öt bűnözőklán nyomozására összpontosító ügynökök számát, akiket két csoportra osztottak. 2013-ban az FBI-nak korábban minden egyes klán után egy-egy 10-20 ügynökből álló külön csoportja nyomozott. Jelenleg az FBI-nak van egy "C5-ös osztaga", amely egykor kizárólag a Genovese klán után nyomozott, de mostantól a Bonanno és Colombo klánok után is nyomozni fog, és egy "C16-os osztaga", amely korábban csak a Gambino klán után nyomozott, de mostantól a Lucchese klán után is nyomozni fog.
2017. május 31-én az FBI és a New York-i rendőrség a Lucchese bűnözőklán tizenkilenc tagja és szövetségese ellen emelt vádat, akiket zsarolással, testi sértéssel, gyilkossági kísérlettel, fegyveres rablással, gyilkossággal, lőfegyverrel való visszaéléssel, csalással, tanúk befolyásolásával, pénzmosással, illegális szerencsejátékkal, kábítószer- és csempészcigaretta-kereskedelemmel kapcsolatos bűncselekményekkel vádoltak, amelyek legalább 2000-ig nyúltak vissza. A Lucchese-adminisztráció tagjai közül Matthew Madonna, Steven Crea és Joseph DiNapoli is a vádlottak között volt. A Lucchese szövetségest, Terrence Caldwellt és Christopher Londonio katonát azzal vádolták, hogy 2013. november 15-én részt vettek Michael Meldish, a kelet-harlemi Lila banda egykori vezetője és a Lucchese bronxi bérgyilkosa meggyilkolásában. Caldwell már őrizetben volt a Bonanno bűnözőklán katonája, Enzo Stagno 2013. május 29-i gyilkossági kísérlete miatt, akit a manhattani Kelet-Harlemben mellkason lőttek.
2012 végén Crea megbízta Vincent Brunót és Paul Cassano katonát, hogy gyilkoljanak meg egy Bonanno szövetségest, aki nem tisztelte őt, a két fegyveres elment a férfi otthonába, a megbízást azonban nem hajtották végre. Az FBI szerint Crea 2016 októberében beleegyezését adta Joseph Datello katonának, hogy megöljön egy informátort New Hampshire-ben, de Datellónak nem sikerült megtalálni az informátort. Magát Datellót azzal vádolták, hogy más Lucchese-maffiózókkal együtt drogcsempész hálózatot működtetett Dél-Amerikából az Egyesült Államokba, és állítólag öt kilogramm kokaint, több mint egy kilogramm heroint és több mint 1000 kilogramm marihuánát hoztak be az országba. Creát személyesen vádolták meg postai és távirati csalással egy New York-i kórház építésével kapcsolatos "lehúzási" művelet kapcsán. Eredetileg két vádlott kivételével mindegyik vádlottat halálbüntetés vagy életfogytiglani börtön fenyegette, azonban 2018 májusában az amerikai ügyészség bejelentette, hogy nem kérik a halálbüntetést Crea, Madonna, Londonio, Ifj. Steven Crea és Caldwell esetében.
2019. január 4-én Joseph Datello 14 év börtönbüntetést kapott, miután 2018. szeptember 24-én bűnösnek vallotta magát zsarolásra irányuló összeesküvésben, többek közt a tanú elleni gyilkossági kísérletetmen, kábítószer-kereskedelemben és erőszakkal való fenyegetéssel történő adósságbehajtásban. 2019. augusztus 20-án Steven Crea is bűnösnek vallotta magát zsarolás és gyilkosságra irányuló összeesküvés vádjában, és később 13 év börtönbüntetésre ítélték.
2019. november 15-én Matthew Madonnát, Steven Creát, Christopher Londoniót és Terrence Caldwellt White Plains szövetségi bírósága elítélte Michael Meldish meggyilkolásának végrehajtásáért. 2020. július 27-én Madonnát, Londoniót és Caldwellt életfogytiglani börtönbüntetésre ítélték a Meldish-gyilkosság miatt. Creát életfogytiglani börtönbüntetésre, valamint 400 000 dollár pénzbüntetésre és 1 millió dollár vagyonelkobzására ítélték.

### Jelenlegi helyzet (2021)
Bár életfogytiglani börtönbüntetését tölti, Victor Amuso továbbra is a Lucchese bűnözőklán hivatalos főnöke.
2018. március 27-én a Lucchese bűnözőklán katonáját, Dominick Capellit és kilenc társát tartóztatták le a "The Vig Is Up" művelet részeként. Eric T. Schneiderman főügyész bejelentette, hogy ez volt a legnagyobb uzsorásügy, amelyet az Egyesült Államok főügyészi hivatala vizsgált. Negyvenhétnél több embert azonosítottak uzsorás áldozatként, az áldozatokra állítólag túlzott heti hitelkamatokat számoltak fel, amelyek átlagosan meghaladták az évi 200 százalékot, gyakorlatilag magas költségű adósságcsapdát teremtve minden ilyen kölcsönt felvevő egyén számára. A vádlottak állítólag New Rochelle-ben, New Yorkban és Bronxban működtek. Azt is mondták, hogy a vádlottak illegális bukmékeri tevékenységet folytattak, amely évente több mint 1,5 millió dollárnyi fogadást generált.
Egy külön vádiratban 2018 áprilisában letartóztatták Anthony Grado Lucchese katonát és társát, Lawrence "Fat Larry" Tranese-t, akiket azzal vádoltak, hogy 2011 és 2013 között több mint 230 000 oxikodon tabletta felírására kényszerítettek egy orvost, hogy aztán eladhassák őket. Megjegyezték, hogy Grado egy látogatás során utasította egyik társát, hogy szúrja le az ismeretlen brooklyni orvost, aki eleget tett a feladatnak. Gradót felvették, amint megfenyegette az orvost, mondván: "Ha a receptek az enyémen kívül más kezébe kerülnek, akkor egy golyót rögtön a fejébe eresztek." Mindkét férfi 2018. április 5-én bűnösnek vallotta magát. A nyomozás lehallgatásokkal, térfigyelő kamerákkal, autólehallgatással, beépített rendőrökkel, rejtett kamerákkal zajlott, és több mint 1 millió dollárba került. Gradót 12 év börtönbüntetésre, Tranese-t pedig több mint 3 évre ítélték.
2018 októberében Vincent Zito társát állítólag meggyilkolták a brooklyni Sheepshead Bayben lévő otthonában. Kétszer hátulról fejbe lőtték, és a holtteste mellett egy kézifegyvert találtak. Zito állítólag uzsorás volt. Testvérét, Anthony Zitót 1971-ben zsarolásért bebörtönözték, és a jelenlegi Lucchese-főnök, Vic Amuso ismert szövetségese volt.
2019 májusában a besúgó és a Lucchese egykori katonája, John Pennisi tanúskodott az Eugene Castelle elleni perben, és feltárta a bűnözőklán jelenlegi vezetését. Pennisi azt vallotta, hogy 2017-ben az életfogytiglanra bebörtönzött főnök, Vic Amuso küldött egy levelet Steven Crea alfőnöknek, amelyben az állt, hogy a brooklyni maffiózó, Michael "Big Mike" DeSantis veszi át az megbízott főnöki posztot a bronxi Matthew Madonna helyett. Pennisi vallomása szerint, ha a bronxi csoport nem hajlandó félreállni, a bebörtönzött főnök Amuso jóváhagyott egy halállistát, amelyen egy helyi vezér és a bronxi csoport több tagja is szerepelt. Pennisi vallomása során elárulta, hogy a Lucchese klán összesen hét csapattal működik – kettő Bronxban, kettő Long Islanden, egy Manhattanben, egy New Jerseyben, és John Castellucci-brooklyni csapata (korábban Amuso-Casso régi csapata), amely jelenleg a Staten Island Tottenville-i részén található. A bűnüldöző szervek ügynökei azt állították, hogy a brooklyni székhelyű maffiózó Patrick "Patty" Dellorusso az új megbízott alfőnök, a bronxi székhelyű maffiózó Andrew DiSimone pedig az új tanácsadó.
2020. december 16-án John Perna katona bűnösnek vallotta magát a Real Housewives of New Jersey-ben feltűnt Dina Cantin férje elleni súlyos testi sértésben. Pernát Thomas Manzo bérelte fel, aki Cantin volt férje, Perna kedvezményes árért cserébe hajtotta végre a támadást az esküvői fogadáson.

## A vezetőség története

### Főnök (hivatalos és megbízott)
- 1922-1930: Gaetano "Tommy" Reina:[81] 1930. február 26-án meggyilkolták.
- 1930: Bonaventura "Joseph" Pinzolo:[81] Meggyilkolták 1930. szeptember 5-én.
- 1930-1951: Tommaso "Tommy" Gagliano:[81] 1951-ben vonult vissza, majd meghalt 1953. február 16-án.
- 1951-1967: Gaetano "Tommy Brown" Lucchese:[81] 1967. július 13-án halt meg.[82][83][84]
  - Megbízott: 1966-1967: Carmine Tramunti: lemondott.
  - 1967: Ettore "Eddie" Coco:[81] lemondott.
- 1967-1973: Carmine "Mr. Gribbs" Tramunti:[81] 1973 októberében bebörtönözték.
- 1973-1986: Anthony "Tony Ducks" Corallo:[81] 1985. február 15-én vádat emeltek ellene, 1986. november 19-én a maffia bizottsági perben elítélték, és 1987. január 13-án 100 év börtönre ítélték.
- 1986-tól napjainkig: Vittorio "Vic" Amuso:[81][85] 1991-ben tartóztatták le, 1993 januárjában életfogytiglani börtönbüntetést kapott.[18]
  - Megbízott: 1991: Alphonse "Little Al" D'Arco:[81] 1991 júliusában lefokozták, és a Döntéshozatal tagja lett.[86]
  - Megbízott: 1995-1998: Joseph "Little Joe" DeFede:[87] 1998-ban bebörtönözték.
  - 1998-2000: Steven "Wonderboy" Crea:[81] 2000. szeptember 6-án bebörtönözték.[28]
  - Megbízott: 2000-2003: Louis "Louie Bagels" Daidone:[81] 2003 márciusában bebörtönözték, 2004 januárjában életfogytiglani börtönbüntetést kapott.
  - Megbízott: 2009-2017: Matthew "Matty" Madonna: 2007-ben letartóztatták,[47][48][55] lemondott,[77] 2020-ban életfogytiglani börtönbüntetésre ítélték.[64][65]
  - Megbízott: 2017-től napjainkig: Michael "Big Mike" DeSantis.[77]

### Utcai főnök
Az utcai főnököt tekintik a főnök kapcsolattartójának, és ő a felelős azért, hogy továbbítsa a parancsokat az alacsonyabb rangú tagoknak. Egyes esetekben egy (helyi vezérekből álló) uralkodó testület helyettesítette az utcai főnök szerepét.
- 1986-1987: Anthony "Gaspipe" Casso:[89] előléptették tanácsadónak.
- 1990-1991: Alphonse "Little Al" D'Arco: előléptették megbízott főnökké.[14][86]
- 1991: Döntéshozatal: Anthony Baratta, Salvatore Avellino, Frank Lastorino és Alphonse D'Arco.[90] (1991. szeptember 21-én D'Arco a kormány tanúja lett[86]).
- 1991-1993: Döntéshozatal: Anthony Baratta (bebörtönözve 1992 júniusában), Salvatore Avellino (bebörtönözve 1993 áprilisában) és Frank Lastorino (bebörtönözve 1993 áprilisában).
- 1993-1995: Döntéshozatal: Steven Crea, Joseph DeFede és Domenico Cutaia[91] (1995-ben Cutaia ellen vádat emeltek).
- 2003-2009: Döntéshozatal: Aniello Migliore, Joseph DiNapoli és Matthew Madonna: A két tagot, DiNapolit és Madonnát 2007-ben és 2009-ben vád alá helyezték.[33][34]

### Alfőnök (hivatalos és megbízott)
- 1922-1930: Tommaso "Tommy" Gagliano: főnökké léptették elő.
- 1930-1951: Gaetano "Tommy" Lucchese: főnökké léptették elő.
- 1951-1972: Stefano "Steve" LaSalle:[92][93] Visszavonult.
- 1973-1978: Aniello "Neil" Migliore:[33] Visszavonult.
- 1978-1986: Salvatore "Tom Mix" Santoro: bebörtönözték a Bizottsági ügyben
- 1986-1989: Mariano "Mac" Macaluso:[85][89] 1989-ben visszavonult.
- 1989-1993: Anthony "Gaspipe" Casso:[85] 1993. január 19-én bebörtönözték; 1994-ben kormánytanú lett, 2020. december 15-én meghalt.
  - 1990-1992: Anthony "Bowat" Baratta:[94] 1992 júniusában bebörtönözték.[95]
- 1993-tól napjainkig: Steven "Wonderboy" Crea:[96] megbízott főnök 1998-2000;[97] bebörtönözve 2000-2006;[98] vádat emeltek ellene 2017-ben,[47][48][55][56] 2020. augusztus 27-én életfogytiglani börtönbüntetésre ítélték.[66][67]
  - Megbízott: 1998-2000: Eugene "Boopsie" Castelle: 2000 novemberében bebörtönözték.[99][100]
  - Megbízott: 2000-2002: Joseph "Joe C." Caridi: 2002. november 14-én vád alá helyezték.[101]
  - Megbízott: 2002-2006: Aniello "Neil" Migliore: Visszavonult.
  - 2017-től napjainkig: Patrick "Patty" Dellorusso.[77]

### Tanácsadó (hivatalos és megbízott)
- 1931-1953: Stefano "Steve" Rondelli:[102] visszavonult
- 1953-1973: Vincenzo "Vinny" Rao:[92][93] 1965-től 1970-ig börtönben volt,[103] Visszavonult.
  - Megbízott 1965-1967: Mariano "Mac" Macaluso[104]
  - Megbízott 1967-1973: M: Paul "Paulie" Vario:[105] börtönben 1974-től 1976-ig.[106][107][108][109]
- 1973-1979: Vincent "Vinnie Beans" Foceri:[110] 1979-ben meghalt.[111]
- 1981-1996: Christopher "Christie Tick" Furnari: 1986-tól 2014. szeptember 19-ig volt börtönben.
  - Megbízott 1986-1987: Ettore "Eddie" Coco:[89] visszavonult.
  - Megbízott: 1987: Aniello Migliore: bebörtönözték.[112]
  - Megbízott: 1987-1989: Anthony "Gaspipe" Casso: előléptették alfőnökké.[85]
  - Megbízott: 1990-1991: Steven "Wonderboy" Crea[113]
  - Megbízott: 1991-1993: Frank "Big Frank" Lastorino: 1993 áprilisában bebörtönözték.[95]
  - Megbízott: 1993-1996: Frank "Frankie Bones" Papagni:[114] 1996 szeptemberében bebörtönözték.[95]
- 1996-2002: Louis "Louie Bagels" Daidone: 2000-ben előléptették megbízott főnökké.
- 2002-2006: Joseph "Joe C." Caridi: bebörtönözve 2003-2009.[115][116]
  - Megbízott: 2003-2006: Joseph "Joey Dee" DiNapoli: Tanácsadó lett.
- 2006-2017: Joseph "Joey Dee" DiNapoli: vád alá helyezték 2007-ben és 2009-ben; vád alá helyezték 2017-ben majd lefokozták.[47][48][55]
- 2017-től napjainkig: Andrew DiSimone:[77]

## A család jelenlegi tagjai

### Adminisztráció
- Főnök – Vittorio "Vic" Amuso – 1986-ban lett főnök, és továbbra is a bűnözőklán hivatalos főnöke. Amuso 1992 óta börtönben van, és továbbra is a börtönből irányítja a klánt.[68] 2019 májusában az informátor és a Lucchese klán egykori katonája, John Pennisi által kiderült, hogy Amuso még mindig a szervezet főnöke.[77] Amuso 2017-ben írt egy levelet Steven Crea alfőnöknek, amelyben az állt, hogy DeSantis veszi át a Bronxban élő Matthew Madonna helyét, mint megbízott főnök.[77] Ha Amuso utasításait nem követik, akkor jóváhagyta, hogy a bronxi csoport több tagját meggyilkolják.[77]
- Megbízott főnök – Michael "Big Mike" DeSantis – 2017-ben lett megbízott főnök, amikor Vic Amuso levelet küldött Steven Crea alfőnöknek, amelyben az állt, hogy DeSantis veszi át a bronxi Matthew Madonna helyét, mint megbízott főnök.[77] Ha Amuso utasításait nem követik, jóváhagyta több bronxi csoporttag meggyilkolását.[77]
- Alfőnök – Steven "Wonderboy" Crea – a jelenlegi alfőnök. 1993-ban lett alfőnök, majd 1998-ban megbízott főnök. 2000. szeptember 6-án Crea-t más Lucchese klántagokkal együtt vád alá helyezték és megvádolták zsarolással és különböző építkezések zsarolásával New Yorkban.[28] 2004 januárjában Crea-t 34 hónap börtönbüntetésre ítélték.[117][118][119] 2006. augusztus 24-én szabadult a börtönből.[97][98][120] 2017. május 31-én Crea Matthew Madonnával, fiával, Ifj. Steven Creával, Joseph DiNapolival és a klán más tagjaival együtt vádat emeltek és megvádolták őket többek között Michael Meldish meggyilkolásával.[47] 2019. november 15-én Crea-t Matthew Madonnával, Christopher Londonióval és Terrence Caldwellel együtt elítélték a White Plains-i szövetségi bíróságon Michael Meldish meggyilkolásának végrehajtásáért. Creát 2020. augusztus 27-én életfogytiglani börtönbüntetésre ítélték.[66][67]
- Megbízott alfőnök – Patrick "Patty" Dellorusso – a jelenlegi megbízott alfőnök.[77] Dellorusso részt vett a légi szállítmányozási szakszervezetek zsarolásában.
- Tanácsadó – Andrew DiSimone – a klán jelenlegi tanácsadója. Ő a klán bronxi csoportjának tagja.[77] 2009-ben DiSimone-t, valamint Dominic Capelli katonát és társát, John Alevis-t megvesztegetés és illegális szerencsejáték vádjával vád alá helyezték.[121]

### Helyi vezérek
A besúgó és a Lucchese egykori katonája, John Pennisi 2019. májusi vallomása szerint a Lucchese bűnözőklán összesen hét csapattal működik – kettő Bronxban, kettő Long Islanden, egy Manhattanben, egy New Jerseyben és egy Brooklynban.
Bronx-i csoport
- Anthony "Blue" Santorelli – Bronxban működő helyi vezér. Az 1990-es években Santorelli vezette a Tanglewood Boys-t, a Lucchese klán toborzó bandáját.[122]
- Ismeretlen – a Bronx-Crea Crew kapitánya, miután Ifj. Steven Creát 2017 májusában letartóztatták.[123]

Long Island-i csoport
- Carmine Avellino – a Long Island-Queens csapat helyi vezére. Testvére, Salvatore Avellino volt az elhunyt Lucchese-főnök, Anthony "Tony Ducks" Corallo sofőrje. Avellino állítólag az elkövetője volt egy 1989-ben elkövetett kettős gyilkosságnak. 1997-től 2004-ig volt börtönben zsarolásra való összeesküvés vádjával. 2014-ben Avellinót azzal vádolták, hogy utasította két Lucchese szövetségest, hogy bántalmazzanak egy 70 éves férfit egy 2010-es 100 000 dolláros késedelmes fizetés miatt.[124] 2016. augusztus 12-én Avellino volt az utolsó az ügyben, aki bűnösnek vallotta magát, társai, Daniel Capra és Michael Capra már korábban bűnösnek vallották magukat.[125] 2017. május 23-án Avellinót 1 év házi őrizetre, 5 év próbaidőre és 100 000 dollár pénzbüntetésre ítélték. Ügyvédje a tárgyalás során kijelentette, hogy Avellino két szívrohamot szenvedett és Parkinson-kórban szenved.[126]
- Joseph "Joe Cafe" DeSena – helyi vezér, aki a kis-olaszországi Cafe Napoliban működik.[127] DeSena a Gambino klán társaként kezdte bűnözői karrierjét, mielőtt a Lucchese bűnözőklán tagjává vált.[127] A 2010-es évek elején DeSena a Gambino klán helyi vezér Ignazio "Uncle Iggy" Alonga társaként tevékenykedett[128] Unokaöccse, Pete Tuccio, a Gambino klán társa és a philadelphiai főnök, Joseph Merlino korábbi sofőrje.[127][128]

Brooklyn-Staten Island-i csoport
- Patrick "Patty" Dellorusso – 2017-ben a régi Brooklyn Crew kapitánya lett, később pedig megbízott alfőnökké léptették elő.[77] 2017-ben Dellorusso hosszú ideig a régi "Vario-Cutaia Crew" tagja volt, és részt vett a légi árufuvarozók szakszervezeteinek zsarolásában.[129]
- Ismeretlen – a Brooklyn-Staten Island legénység kapitánya, miután a korábbi kapitány, John "Big John" Castellucci[99][130] 2019-ben börtönbe került. A legénység egykori tagja és a kormánytanú, John Pennisi 2019 májusában azt vallotta, hogy Castellucci-brooklyni legénysége a Staten Island-i Tottenville-i részen székelt.[58][77]

## Munkaügyi zsarolás
A Lucchese család átvette a szakszervezetek irányítását az Egyesült Államokban. A bűnözőklán zsarolással, erőszakkal, erőszakkal és más eszközökkel pénzt zsarolt ki a szakszervezetektől, hogy megőrizze a piac feletti ellenőrzését. A másik négy New York-i bűnözőklánhoz hasonlóan ők is egész szakszervezetek ellenőrzésén dolgoztak. Azzal, hogy a maffia irányítja a szakszervezetet, az egész piacot ők irányítják. A licit-rigging lehetővé teszi a maffia számára, hogy az építési ügyletek bevételének egy százalékát megszerezze, és csak bizonyos cégeknek engedje meg, hogy olyan munkákra licitáljanak, amelyek előbb fizetnek nekik. A maffia azt is lehetővé teszi a vállalatok számára, hogy nem szakszervezeti munkásokat alkalmazzanak a munkálatokon, a vállalatoknak viszont jutalékot kell adniuk a maffiának. A szakszervezetek a maffia tagjainak munkát adnak, hogy törvényes jövedelemforrást mutassanak. A maffiatagok magas szakszervezeti pozícióba kerülnek, és elkezdenek pénzt sikkasztani a munkahelyekről és a munkásoktól.
- Ruhagyártás – A manhattani ruházati negyedben a 10., 23., 24. és 25. számú varró-, ipari és textilmunkások szakszervezetét a Lucchese család tagjai irányították. Lucchese szövetségesei zsarolták a vállalkozásokat és sztrájkokat szerveztek. Néhány szakszervezet ma is a klánnak dolgozik.[10][131][132][133]
- Kóser húsipari vállalatok – Az 1960-as évek elején Giovanni "Johnny Dio" Dioguardi egyesítette a Consumer Kosher Provisions Company-t és az American Kosher Provisions Inc.-t.[134] Dio képes volt ellenőrizni a kóser élelmiszerek piacának nagy részét, arra kényszerítve a szupermarketeket, hogy az ő árain vásároljanak az ő vállalataitól.[134]
- Élelmiszer-forgalmazás – A Hunts Point Cooperative Marketben, Bronx Hunts Point városrészében a Lucchese klán az élelmiszer-forgalmazásban részt vevő szakszervezeteket irányította.
- Repülőtéri szolgáltatások és árufuvarozás – A John F. Kennedy Nemzetközi Repülőtéren, a LaGuardián és a Newark Liberty repülőtéren a szakszervezeteket a Lucchese klán irányította.
- Építőipar – A New York-i és New Jersey-i Teamsters szakszervezetek a Lucchese klán ellenőrzése alatt álltak. A Mason Tenders Locals 46, 48 és 66 a régi Vario Crew ellenőrzése alatt állt.[135]
- Újsággyártás és kézbesítés – 2009 novemberében Robert Morgenthau manhattani kerületi ügyész házkutatási parancsot küldött az Újság- és Postai Kézbesítők Szakszervezetének vizsgálatára. Ez a szakszervezet ellenőrizte a The New York Times, a The New York Post, a The New York Daily News és az El Diario La Prensa terjesztési, gyártási és kézbesítési irodáit. Amikor a Cosa Nostra átvette az irányítást a szakszervezet felett, az újságok ára és költségei emelkedtek. Vádat emeltek számos szakszervezeti tag, valamint a szakszervezet korábbi elnöke, Douglas LaChance ellen. LaChance-t azzal vádolják, hogy a Lucchese bűnözőklán tagja. Az 1980-as években LaChance-t munkaügyi zsarolás vádjával elítélték, és öt évet ült börtönben. Részt vett az 1990-es évekbeli manhattani ügyben is, amelyben a New York Postot kényszerítették arra, hogy váltson kézbesítő céget, de felmentették az ügyben.[136][137]

## French Connection
French Connection Crew (1967-1973)
- Virgil Alessi
- Louis Cirillo
- Anthony Loria
- Vincent Papa
- Anthony Pasero

Ez a Lucchese klánnal szorosan együttműködő szervezet volt felelős a New York-i rendőrség vagyonkezelőjéből ellopott mintegy 70 millió dollár értékű heroin ellopásáért. (NY Newsday "The Heroin Trail" oknyomozó újságíró sorozat)

## Kormánytanúk és informátorok
- Eugenio "Gino" Giannini – 1906-ban született Calabriában. 1925-ben rablásért a Sing Singben raboskodott. 1928-ban szabadulása után a Dannemora börtönben kezdte meg büntetését kézifegyver birtoklásáért és lopásért. Az 1930-as évek elejére kapcsolatba került az amerikai maffiával. 1934 közepén letartóztatták fegyveres rablásért és a New York-i rendőr, Arthur Philip Rasmussen 1934. májusi meggyilkolásáért.[139] 1942-ben kábítószer-kereskedelemért tartóztatták le utoljára, és több mint 1 év börtönbüntetést töltött. Megjegyezték, hogy Giannini az 1930-as évektől 1952-es meggyilkolásáig nagymértékben részt vett a kábítószer-kereskedelemben. A heroin kereskedelemben Pasquale Moccio, Vincenzo Mauro, Salvatore Shillitani, Giovanni Ormento és Joseph Valachi volt az ismerőse. 1950 körül az FBN besúgójává vált, és elkezdte besúgni heroinos kapcsolatát, Charles Lucianót.[140][141] Úgy vélik, hogy meggyilkolását a Genovese klán helyi vezére, Anthony Strollo rendelte el, aki Valachit bízta meg Giannini meggyilkolásával. Valachi ezután Joseph és Pasquale Paganót és Fiore Sianót bízta meg a gyilkosság végrehajtásával 1952. szeptember 20-án.
- Dominick "the Gap" Petrilli – volt katona. Az 1920-as években a Sing Sing börtönben ült, és összebarátkozott a későbbi Genovese-katonával, Joseph Valachival. Valachi 1928-ban bemutatta őt Girolamo Santucciónak és Gaetano Gaglianónak, aki akkoriban a Lucchese család alvezére volt. Petrilli később Gagliano sofőrjeként szolgált. 1942-ben deportálták Olaszországba, miután kábítószerrel kapcsolatos vádak miatt elítélték. Tíz évvel később Petrilli újra belépett az Egyesült Államokba, és egy hónappal később, 1953. december 9-én Bronxban 3 fegyveres meggyilkolta. Később kiderült, hogy Petrilli Dutch Schultz ismerőse volt, aki a New York-i Newburgh-i otthonában rejtőzött.[142]
- Henry Hill – ő a legismertebb az 1990-es Nagymenők című film alapjaként. Hill 1955-től egészen 1980-as együttműködéséig tevékenykedett, miután kábítószerrel kapcsolatos vádak miatt legalább 25 év börtönbüntetésre számíthatott.[143] 1955-ben kapcsolatba került Paul Vario-val és bandájával Brooklynban, később pedig Jimmy Burke-kel. Hill és Tommy DeSimone részt vettek az 1967. április 7-i Air France-rablásban; 420 000 dollárt vittek el.[144] A Lufthansa-rablás szintén a nevéhez köthető volt miszerint a John F. Kennedy nemzetközi repülőtéren 1978. december 11-én. Becslések szerint 5,9 millió dollárt (2020-ban 23,3 millió dollárnak megfelelő összeget) loptak el a Lufthansa német légitársaságtól, 5 millió dollár készpénzt és 875 000 dollár ékszereket, ezzel ez volt akkoriban a legnagyobb készpénzrablás, amelyet amerikai földön követtek el.[145] A terv akkor kezdődött, amikor Martin Krugman bukméker elmondta Hillnek, hogy a Lufthansa valutát szállított a John F. Kennedy nemzetközi repülőtéren lévő tehertermináljába. Jimmy Burke indította el a tervet, bár Hill közvetlenül nem vett részt a rablásban.[146] Az 1970-es évek végére alkoholista és kokainfüggő lett, sőt maga is árult kábítószert. Vario kitagadta őt, Burke pedig a meggyilkolását tervezte, mivel úgy gondolta, hogy Hill végül informátor lesz, ha a túlzott kokainfogyasztása miatt elkapják.[147] 1980-ban Hillt letartóztatták kábítószer-kereskedelem vádjával.[147] 1980. május 27-én Hill, akire hosszú büntetés várt, beleegyezett, hogy informátor legyen, és aláírt egy megállapodást a Strike Force-szal.[146] Hill tanúskodott korábbi társai ellen, hogy elkerülje a büntetőeljárás akadályozását és azt, hogy a bandája megölje. Vallomása ötven ember elítéléséhez vezetett. Hill, a felesége, Karen Hill és két gyermekük (Gregg és Gina)[148] 1980-ban belépett a U.S. Marshalls tanúvédelmi programjába, nevet változtattak, és egy ismeretlen helyre költöztek. Burke 12 év börtönbüntetést kapott az 1978-79-es Boston College pontszerzési botrány miatt, amely a Boston College kosárlabda-mérkőzések bundázásával járt. Burke-et később életfogytiglani börtönbüntetésre ítélték Richard Eaton csaló meggyilkolásáért is.[149] 1996. április 13-án, 64 éves korában, életfogytiglani börtönbüntetése letöltése közben halt meg rákban.[150][151] Paul Vario négy évet kapott azért, mert segített Henry Hill-nek egy nem bejelentett munkát szerezni, hogy feltételesen szabadlábra helyezzék a börtönből. Vario-t később tíz év börtönre is elítélték, mert a JFK repülőtéren légi árufuvarozó cégeket zsarolt. Légzési elégtelenségben halt meg 1988. november 22-én, 73 éves korában, miközben a Fort Worth-i FCI szövetségi börtönben raboskodott.[152] Hill 2012. június 12-én, egy nappal 69. születésnapja után, egy Los Angeles-i kórházban halt meg szívbetegséggel kapcsolatos szövődményekben, a betegségével folytatott hosszú küzdelem után.[153]
- Peter "Fat Pete" Chiodo – korábbi helyi vezér. Chiodót 1987-ben avatták be a Lucchese családba. Kormánytanú lett 1991-ben egy sikertelen merényletkísérletet követően, amelynek során Chiodót 12 lövés érte egy Staten Island-i benzinkútnál. A sikertelen gyilkossági kísérletet vélhetően Anthony Casso rendelte meg, aki nem értett egyet az "Ablakos-ügyben" kötött vádalkuval. Chiodo elmondása szerint a kormány többször is visszautasította, hogy rábeszéljék arra, hogy informátor legyen, azonban a feleségét és apját ért fenyegetések végül meggyőzték. A kormánnyal való együttműködésének eredményeként Casso és a Lucchese főnök Vic Amuso gyilkossági megbízásokat rendelt el a húga és a nagybátyja ellen. Nagybátyját, Frank Signorinót 1993-ban fejbe lőve találták meg autója csomagtartójában, húgát pedig 1992-ben többször meglőtték, azonban túlélte.[154][155] 2007-ig hét amerikai maffiaperben tanúskodott, többek között a Genovese-főnök Vincent Gigante ellen, és beismerte, hogy 5 gyilkosságban is részt vett. Chiodo 2016-ban meghalt.[156]
- Alphonse "Little Al" D'Arco – az amerikai maffia első olyan főnöke, aki besúgóvá vált. D'Arco az 1950-es évektől kezdve tevékenykedett. Beismerte, hogy Casso és Amuso gyilkossági megbízások tucatjait kapta, köztük egy megbízást, hogy 1988-ban "semmisítse meg az egész New Jersey-i frakciót", amely tizenöt emberből állt.[157] 1991 végi együttműködéséig, néhány hónapig ő volt a Lucchese család megbízott főnöke. 1991 végén történt együttműködéséig. D'Arco szerint azért lett kormánytanú, mert ő volt a felelős a Lucchese helyi vezér Peter Chiodo elleni sikertelen gyilkossági kísérletért, aki 12 lövést élt túl, és úgy gondolta, hogy ő lesz a következő, akit megölnek, mert "elcseszte".[158] A vallomása majdnem tönkretette a Lucchese családot. Jerry Capeci és Tom Robbins regényíró 2013 októberében könyvet adott ki D'Arcóról. D'Arco 2019-ben halt meg.
- Joseph D'Arco – egykori katona és az megbízott főnök, Alphonse D'Arco fia. Megjegyzik, hogy részt vett Anthony DiLapi, egy Kaliforniában állomásozó, kiszámíthatatlan Lucchese katona 1990. februári meggyilkolásában, miután apjától kapott parancsot,[159]
- Anthony "Tumac" Accetturo – egykori helyi vezér és a Lucchese-New Jersey csoport vezetője. Accetturo az utcán verekedős tulajdonságairól volt ismert, és 1955-ben lett aktív tagja a Lucchese klánnak. 1988-ban 19 másik Lucchese maffiózóval együtt felmentették zsarolás és más bűncselekmények alól. A tárgyalásán az ügyészek azt állították, hogy ő irányította New Jersey illegális szerencsejáték, kábítószer-kereskedelem, uzsorakölcsönök és hitelkártyacsalások nagy részét.[160] Bár tagadta, hogy köze lenne gyilkosságokhoz, elismerte, hogy legalább 13 gyilkosságról tudott. Egy informátor szerint 1992-ben Accetturo megrendelte Caesar Vitale bérgyilkosságát, akit meggyilkoltak, miután nem fizette vissza a 800 000 dollárt, amelyet a kokainüzlet finanszírozására kapott.[161][162] 1993 augusztusában Accetturot zsarolásért elítélték, és a Lucchese klán New York-i hierarchiája által elrendelt halálbüntetés mellett legfeljebb 60 év börtönbüntetésre számíthatott. 1993 végén beleegyezett, hogy informátor legyen, és információkat szolgáltasson a kormánynak.[163] Accetturót 1993-ban 20 év börtönbüntetésre ítélték, majd 2002-ben szabadult.
- Thomas Angelo Ricciardi -egykori katona, aki a New Jersey állambeli Toms River környékén állomásozott. 1993-ban feletteséhez, Anthony Accetturóhoz hasonlóan ő is úgy döntött, hogy besúgóvá válik.[164] Őt is elítélték az 1993. augusztusi perben, amely a Lucchese klán és a New Jersey-i csoport ellen irányult, zsarolásért és az idősebb Vincent J. Craparotta 1984-es meggyilkolásáért, akit egy golfütővel vertek halálra.[165] 1993 szeptemberében, mielőtt megjelent volna egy megvesztegetési ügyben, amely a Newark-i köztisztasági osztályt érintette, megerősítést nyert, hogy besúgó lett.
- Frank "Goo Goo" Suppa – egykori katona, aki Dél-Floridában állomásozott.[166] Suppa Anthony Accetturo New Jersey-i csoportjának tagja volt, később azonban kiderült, hogy leginkább Floridában tevékenykedett. 1985-ben tizenkilenc társával együtt több bűncselekmény miatt vádat emeltek ellene, majd 1988-ban felmentették.[167] 1993-ban kokain kereskedelem vádjával letartóztatták, bűnösnek vallotta magát, és elkezdett együttműködni a kormánnyal.[168]
- Anthony "Gaspipe" Casso – őt tartják a legkegyetlenebb Lucchese bűnözőklánbeli maffiózónak, és vitathatatlanul a történelem egyik legelvetemültebb gengszterének. Cassót több tucat gyilkossággal gyanúsítják.[32] Casso tizenöt gyilkosságot ismert be.[19] Alphonse D'Arco szerint negyvenkilenc potenciális informátorról készített egy gyilkossági listát, amelyet 1990-ben kapott meg, és 1992-re a negyvenkilencből tízet megöltek.[169] Casso az 1950-es évek végén Christopher Furnari társa lett, és az 1970-es években került be a Lucchese klánba. 1961-ben gyilkossági kísérlet miatt letartóztatták, később felmentették. Anthony Corallo 1987-ben kinevezte őt főnöknek, azonban Casso azt javasolta, hogy régi barátja, Vic Amuso vegye át az irányítást, ehelyett Casso tanácsadója, majd alfőnök lett a bukásakor. Úgy vélik, hogy Casso annak ellenére volt a főnök, hogy hivatalosan nem volt főnök. 1990 májusában szökevény lett, két nappal azelőtt, hogy a tervek szerint vádat emeltek volna ellene egy 142 millió dolláros ajánlati csalási ügyben, és tizenegy gyilkosság megrendeléséért, valamint további három megrendelésére való összeesküvésért. 1993 januárjában Cassót huszonöt FBI-ügynök fogta el.[170][171] Őrizetben tartása alatt Eugene Nickerson, az ügyében eljáró bíró meggyilkolását tervezte, és megpróbálta kitalálni, hogy a Lucchese maffiózók hogyan tudják rajtaütni a rabszállító buszát, majd kiszabadítani őt. Mielőtt tervei megvalósultak volna, Amuso száműzte őt a Lucchese klánból, mivel azt gyanította, hogy Casso megpróbálja átvenni az irányítást a klán felett. Casso 1994 márciusában besúgó lett, és bűnösnek vallotta magát zsarolás, zsarolás és tizenöt gyilkosság vádjában. Azt is beismerte, hogy két New York-i rendőr állt a fizetési listáján, akiket nyolc ember meggyilkolásáért ítéltek el Casso nevében. Casso 2020. december 15-én halt meg.
- Ifj. Frank "Spagetti Man" Gioia – 1991 októberében avatták be a Lucchese klánba. Gioiát 1992 júniusában letartóztatták fegyverrel kapcsolatos vádak miatt, majd 1993-ban egy Manhattanből Bostonba tartó heroincsempész-hálózat működtetéséért.[172] Gioia azt tervezte, hogy George Zappolával és Frankie Papagnival együtt meggyilkolja a jelenlegi Lucchese alvezért, Steven Creát, hogy elkerülje a hatalomváltást a Lucchese-hierarchiában.[173] Hét év börtönre ítélték, és 1994 végén a börtönben beleegyezett az árulásba, miután megtudta, hogy támogatója, a Lucchese helyi vezér George Zappola és eredeti támogatója az apja meggyilkolását tervezi; Gioia 1999-ben szabadult. Megjegyzik, hogy 1998-ra a vallomása több mint hatvan amerikai maffiatag és társa elítélését biztosította, köztük Louis Vallario és Michael DiLeonardo a Gambino bűnözőklánból, valamint 3 másik helyi vezér a New York-i bűnözőklánokból.[174] Szabadulása után belépett a tanúvédelmi programba, és az arizonai Phoenixbe költözött.
- Idősebb Frank Gioia – ifjabb Frank Gioia édesapja és egykori katona. Miután az életére vonatkozó szerződéssel szembesült, 1994-ben fiával együtt együttműködött a kormánnyal.
- Joseph "Little Joe" DeFede – 1934-ben született. DeFede eredetileg a Colombo bűnözőklán szövetségese volt, de felújította barátságát Vic Amusóval, majd 1989-ben bekerült a Lucchese klánba. Ő a korábbi megbízott főnök, akit Amuso nevezett ki 1993-ban. 1998-ban beismerte, hogy részt vett a New York-i ruházati negyed Lucchese-beszivárgásában.[175] DeFede Queensben és Brooklynban tevékenykedett, és szerencsejáték-, zsarolási és uzsorakamat-műveleteket folytatott.[176] Későbbi éveiben úgy nyilatkozott, hogy feleségével lényegében nincs élete, és a New York-i klánok megrovásai miatt nem látogathatja meg a gyermekeit New Yorkban, és hogy rendkívül küzdött minden héten a pénzszerzésért.[177] 2012-ben Floridában halt meg.
- Vincent "Vinny Baldy" Salanardi – egykori katona, aki 2004-ben lett besúgó.[178] 2002-ben huszonegy másik Lucchese maffiózóval együtt zsarolás és más vádak miatt letartóztatták. 2002-ben lehallgatták, amint egy beszélgetésen néhány támadásról beszélt, és utasította egy társát, hogy keressen meg egy adóst, aki tartozott neki, és ragaszkodott hozzá, hogy a társ "hozza vissza véresen".[179] Több mint tizenegy év börtönbüntetésre ítélték és 35 000 dollár kártérítés megfizetésére kötelezték, és letartóztatása után azonnal elkezdett együttműködni a hatósággal.[180]
- Frank Lagano – volt katona. Laganót 2004-ben tartóztatták le szerencsejáték és uzsorakölcsön vádjával, a "Jersey Boyz hadművelet" részeként,[181] feltételezhetően röviddel a letartóztatása után besúgó lett. 2007-ben a New Jersey állambeli East Brunswickben agyonlőtték.[182]
- Burton Kaplan – egykori zsidó szövetséges.[183] 1973-ban lopásért négy év börtönbüntetésre ítélték.[184] 1973-ban a Lucchese alvezére, Anthony Casso és a New York-i rendőrség két bérgyilkos-zsaruja, Stephen Caracappa és Louis Eppolito között összekötőként működött.[185] 2004-ben, miközben huszonhét éves büntetését töltötte egy 10 millió dolláros marihuána-kereskedő hálózat működtetéséért, úgy döntött, hogy együttműködik a kormánnyal. 2005-ben kiderült, hogy tucatnyi amerikai maffiózót hívott meg a lánya esküvőjére, hogy több ügyfelet szerezzen neki, mivel ügyvédként és védőügyvédként praktizált, azt is elismerte, hogy cserbenhagyta a lányát. Kaplan 2009 júliusában halt meg. Lányát, Deborah Kaplant 2017-ben New Yorkban közigazgatási bírónak nevezték ki.[186]
- Steven LaPella – egykori szövetséges (valószínűleg katona). Feltehetően nem sokkal azután lett besúgó, hogy 2008 februárjában zsarolás miatt vádat emeltek ellene.[187]
- John Pennisi – 2013-ban Matthew Madonna által beiktatott. 2018 októberében kezdett együttműködni az FBI-jal. Pennisi felfedte a hatóságok előtt a 2017-es változást a klán vezetésében.

## Népszerűsége a kultúrában
- 1969-ben, A Keresztapa című regényben (és az 1972-es filmben, valamint a 2006-os videojátékban) a Cuneo klán a Lucchese klánon alapul. A Lucchesékhez hasonlóan a Cuneo klán is nagyrészt Bronxban és New Jerseyben tevékenykedik.
- Az 1981-es Gengszterháborúk című filmben Gaetano "Tommy Brown" Lucchese-t Jon Polito színész alakította.[188]
- Az 1990-es Nagymenők című film Henry Hill visszaemlékezésein alapult, amely a Lucchese klán Vario Crew-jával való kapcsolatáról szólt.
- Az 1991-es Maffiózók című filmben Tommy Reinát Christopher Penn színész alakította.[189]
- Az 1991-es Törvényre törve című filmben William Forsythe "Richard Madano" nevű karakterét állítólag Matthew Madonna Lucchese maffiózóról mintázták.
- Az HBO 1999-2007-es Maffiózók című tévésorozatában a főszereplő Anthony Soprano részben a Lucchese maffiózó Michael Taccettán alapult.[190]
- 2005-ben és 2006-ban a CSI: NY című sorozatban a Tanglewood Boys kitalált változata szerepelt, az 1.13. "Tanglewood" és a 2.20. "Run Silent, Run Deep" című epizódokban.
- A 2006-os Védd magad! című film a Lucchese Jersey Crew 20 tagjának 1980-as évekbeli perén alapult.
- A 2007-es Amerikai gengszter című filmben Armand Assante karakterét, Dominic Cattanót a Lucchese-maffiózó Carmine Tramuntira alapozták.
- A Rockstar North 2008-as Grand Theft Auto IV című videojátékában a fiktív Lupisella család a Lucchese családra hasonlít. A Lupisella család főleg Bohanban, a Grand Theft Auto IV Bronx változatában él, és Liberty Cityben, a játék New York City változatában tevékenykedik.

## Fordítás
- Ez a szócikk részben vagy egészben  a   Lucchese crime family című angol Wikipédia-szócikk ezen változatának fordításán alapul.  Az eredeti cikk szerkesztőit annak laptörténete sorolja fel. Ez a jelzés csupán a megfogalmazás eredetét és a szerzői jogokat jelzi, nem szolgál a cikkben szereplő információk forrásmegjelöléseként.

## Olvasmányok
- DeVico, Peter J. The Mafia Made Easy: The Anatomy and Culture of La Cosa Nostra. Tate Publishing, 2007. ISBN 1-60247-254-8
- Rudolph, Robert C. The Boys from New Jersey: How the Mob Beat the Feds. New York: William Morrow and Company Inc., 1992. ISBN 0-8135-2154-8
- Capeci, Jerry. The Complete Idiot's Guide to the Mafia. Indianapolis: Alpha Books, 2002. ISBN 0-02-864225-2
- Davis, John H. Mafia Dynasty: The Rise and Fall of the Gambino Crime Family. New York: HarperCollins, 1993. ISBN 0-06-016357-7
- Jacobs, James B., Christopher Panarella and Jay Worthington. Busting the Mob: The United States Vs. Cosa Nostra. New York: NYU Press, 1994. ISBN 0-8147-4230-0
- Maas, Peter. Underboss: Sammy the Bull Gravano's Story of Life in the Mafia. New York: HarperCollins Publishers, 1997. ISBN 0-06-093096-9
- Volkman, Ernest. Gangbusters: The Destruction of America's Last Great Mafia Dynasty New York, Avon Books, 1998 ISBN 0-380-73235-1
- Eppolito, Louis. Mafia Cop: The Story of an Honest Cop whose Family Was the Mob. ISBN 1-4165-2399-5
- Lawson, Guy and Oldham, William. The Brotherhoods: The True Story of Two Cops Who Murdered for the Mafia. ISBN 978-0-7432-8944-3
- Jacobs, James B., Coleen Friel and Robert Radick. Gotham Unbound: How New York City Was Liberated from the Grip of Organized Crime. New York: NYU Press, 1999. ISBN 0-8147-4247-5
- Raab, Selwyn. Five Families: The Rise, Decline, and Resurgence of America's Most Powerful Mafia Empires. New York: St. Martin Press, 2005. ISBN 0-312-30094-8
- DeStefano, Anthony. The Last Godfather: Joey Massino & the Fall of the Bonanno Crime Family. California: Citadel, 2006.
- Jacobs, James B., Coleen Friel and Robert Radick. Gotham Unbound: How New York City Was Liberated from the Grip of Organized Crime. New York: NYU Press, 1999. ISBN 0-8147-4247-5
- Critchley, David. The Origin of Organized Crime in America: The New York City Mafia, 1891–1931
- Devico, Peter J. The Mafia Made Easy: The Anatomy and Culture of La Cosa Nostra
- Rudolph, Robert. The Boys from New Jersey: How the Mob Beat the Feds
- Mass, Peter. The Valachi Papers, New York: Pocket Books, 1986. ISBN 0-671-63173-X.